# Marc Aureliu
Marc Aureliu (în latină Marcus Aurelius, n. 26 aprilie 121 d.Hr., Roma, Imperiul Roman – d. 17 martie 180 d.Hr., Vindobona, Viena, Austria) a fost un împărat roman din dinastia Antoninilor, între anii 161 și 180 d.Hr., și filosof stoic. Născut ca Marcus Annius Verus sau Marcus Catilius Severus, a luat mai târziu, după ce a fost adoptat de împăratul Antoninus Pius, numele de Marcus Aelius Aurelius Verus. Ca împărat s-a numit Marcus Aurelius Antoninus Augustus.

## Biografie

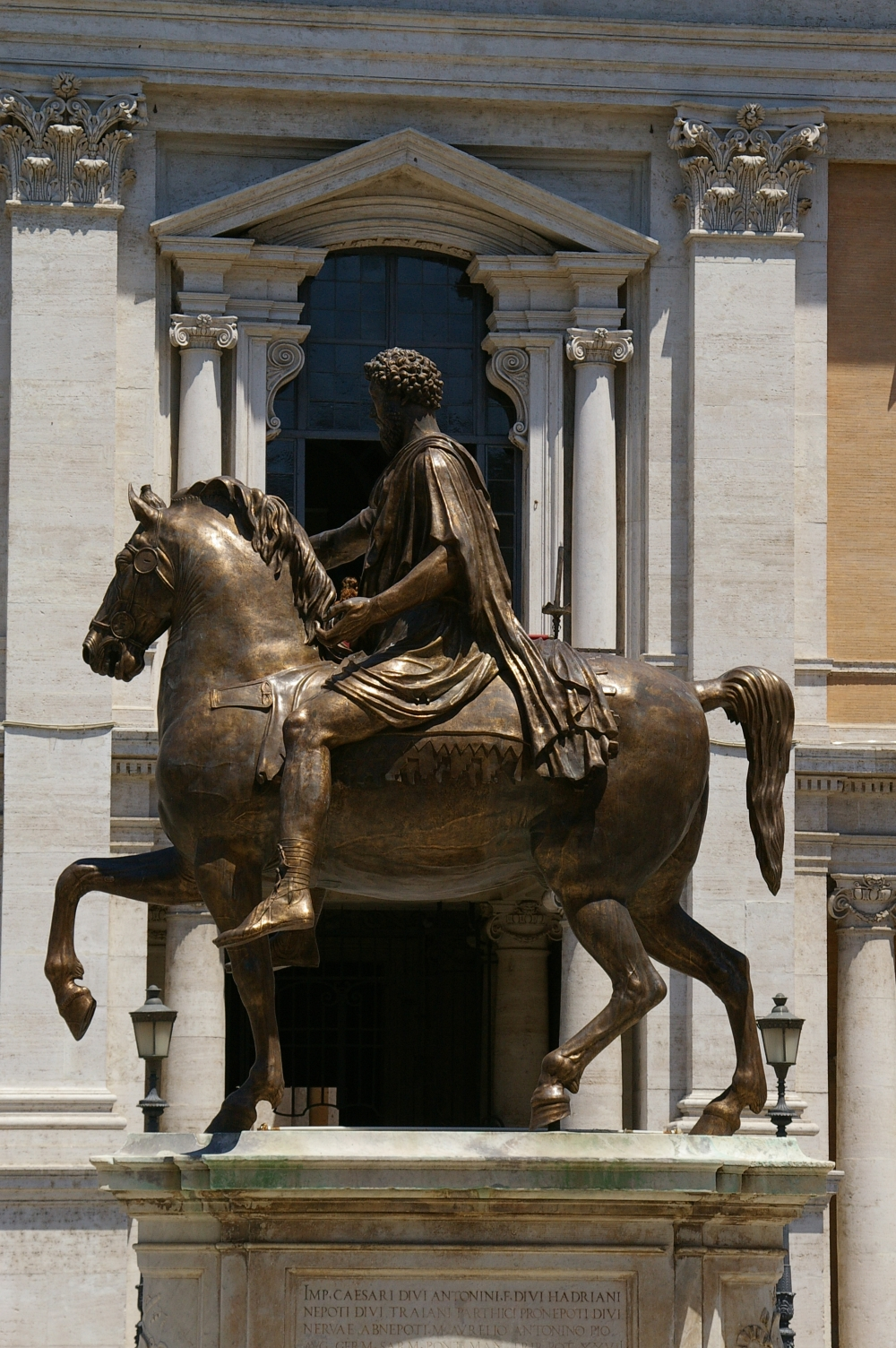
Statuia ecvestră a lui Marc Aureliu în "Piazza del Campidogllio", Roma

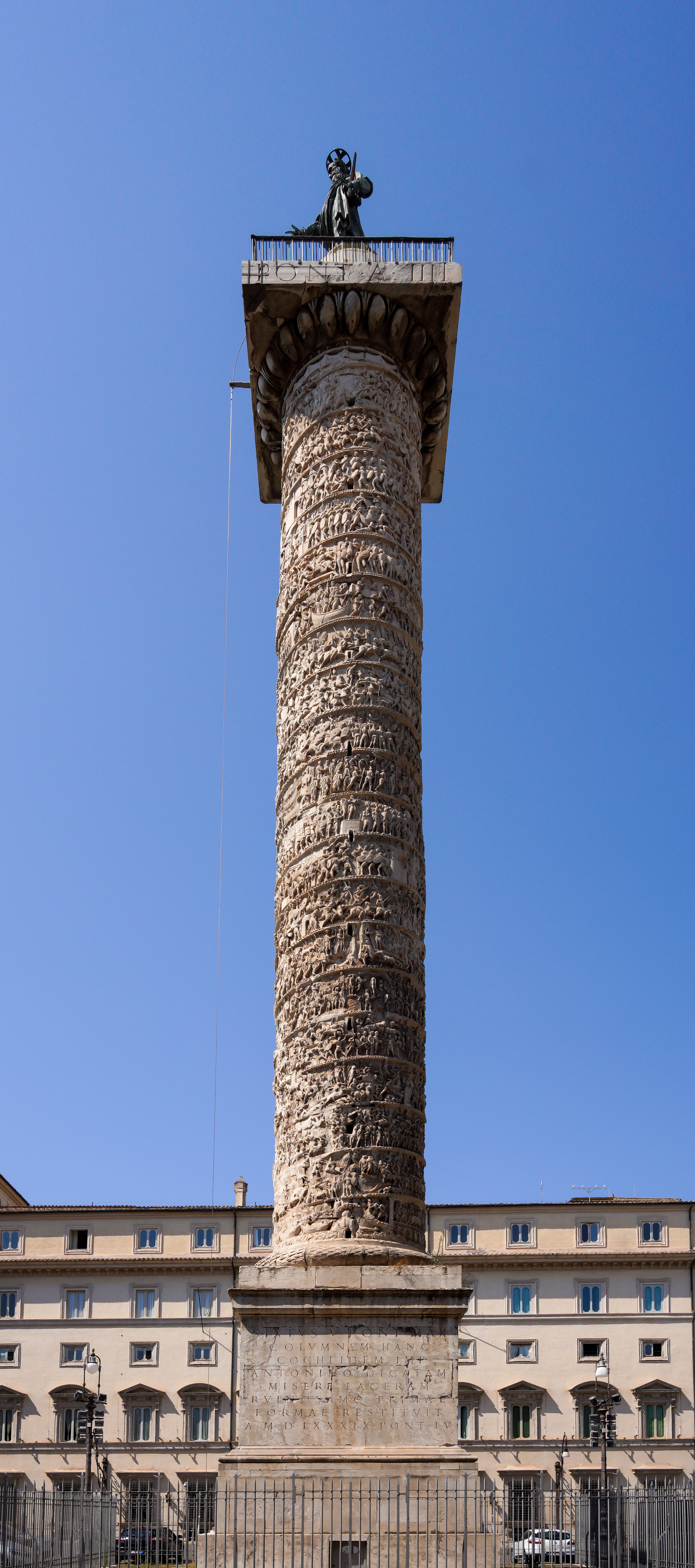
Columna lui Marc Aureliu, Roma

Marc Aureliu s-a născut la 26 aprilie 121 la Roma, fiu al lui Annius Verus. Era nepot prin alianță al viitorului împărat (între anii 138-161) Antoninus Pius, care l-a adoptat la dorința împăratului Hadrian, predecesorul său. După ce Antoninus Pius a devenit el însuși împărat, l-a căsătorit în anul 145 pe Marc Aureliu din motive dinastice cu fiica sa, Annia Galeria (sau Faustina minoris) și în anul următor l-a asociat la conducerea imperiului. În anul 161, Marc Aureliu devine el însuși împărat.

### Marc Aureliu: împărat roman
Marc Aureliu preia conducerea imperiului roman în vremuri dificile, trebuind să facă față unor amenințări din diferite părți. După ce reușește să înăbușe în zona apuseană revoltele unor triburi germanice și britanice, este confruntat în anul 165 cu invazia parților a provinciilor orientale ale imperiului. 
În timp ce fratele său prin adopțiune, Lucius Verus - asociat la conducerea imperiului -, suferă înfrângeri dezastruase, încredințarea comenzii militare unor generali capabili, Statius Priscus și Avidius Cassius, permite romanilor să reprime atacurile parților, ocupându-le și două orașe principale, Seleucia și Ctesifona. Triumful militar este celebrat la Roma, dar legiunile romane aduc cu ele din orient o teribilă epidemie de ciumă, cu grave consecințe sociale și economice. În zona Dunăreană, triburile germanice Marcomanii și Sarmații amenință direct Italia de nord. Conducătorii hasdingi (vandali) Raus și Raptus, solicită permisiunea în 171 să intre în Dacia Traiană. Marc Aureliu preia direct conducerea operațiilor militare, care vor dura mai mult de cinci ani, din 169 până în 175. Încurajat de un zvon fals, privind pretinsa moarte a lui Marc Aureliu, generalul Avidius Cassius, guvernator al provinciilor din zona Siriei, se proclamă în 175 împărat. Marc Aureliu se pregătește să pornească împotriva generalului rebel, dar - înainte de a se ajunge la un război civil - Cassius este omorât și liniștea este restabilită datorită fidelității guvernatorului Cappadociei, Martius Verus. Marc Aureliu încheie pace cu Sarmații și se îndreaptă totuși spre provinciile orientale, vizitează Cilicia, Siria și Egiptul, apoi se întoarce prin Smirna și Atena, unde se inițiază - împreună cu fiul său Commodus - în misterele din Eleusis. În timpul acestei călătorii, moare soția sa, Faustina. Întors la Roma, sărbătorește triumful asupra Marcomanilor și Sarmaților, iar în 177 îl asociază pe Commodus la conducerea imperiului. În același an trebuie să plece din nou în provinciile dunărene, pentru a reprima noi revolte ale triburilor germanice. În anul 180, moare în urma unei boli infecțioase în orașul Vindobona (azi Viena). 
În politica internă, Marc Aureliu a condus afacerile imperiului în strânsă colaborare cu Senatul și a inițiat o serie de reforme în problemele administrative și de drept, a construit școli, spitale și orfelinate. Domnia lui Marc Aureliu a fost marcată de aspre persecuții ale creștinilor, cum a fost cea din 177 la Lugdunum (azi Lyon).

### Marc Aureliu: filosof
Încă din tinerețe, Marc Aureliu a primit o educație solidă în retorica greacă și latină prin instructorii săi, Herodes Atticus și Marcus Cornelius Fronto. Cu acesta din urmă a întreținut o bogată corespondență, în parte păstrată până azi. Formația sa filosofică a fost marcată de doctrina stoică, reprezentată de Epictet, Apollonius din Calcedonia și Sextus din Cheroneia. Singura sa lucrare a fost redactată în limba greacă, Ta eis heauton ("Către mine însumi"), tradusă mai târziu în limba latină cu titlul Meditationes ("Meditații"), în 12 cărți. Conținutul lor are în special un caracter moral, o filosofie practică pentru viața de fiecare zi. Ele exprimă convingerea autorului, după care numai o viață morală după legile naturii poate realiza liniștea interioară, mărinimia și perfecțiunea. Omul trebuie să tindă către ceea ce este util și pe măsura comunității. Important este prezentul, nu viitorul și nici trecutul care ne împovărează. Moartea face parte din Natură, pentru că totul este în continuă transformare, conform eternității în care totul se produce, se reproduce și se transformă la infinit.

## Citate din Marc Aureliu

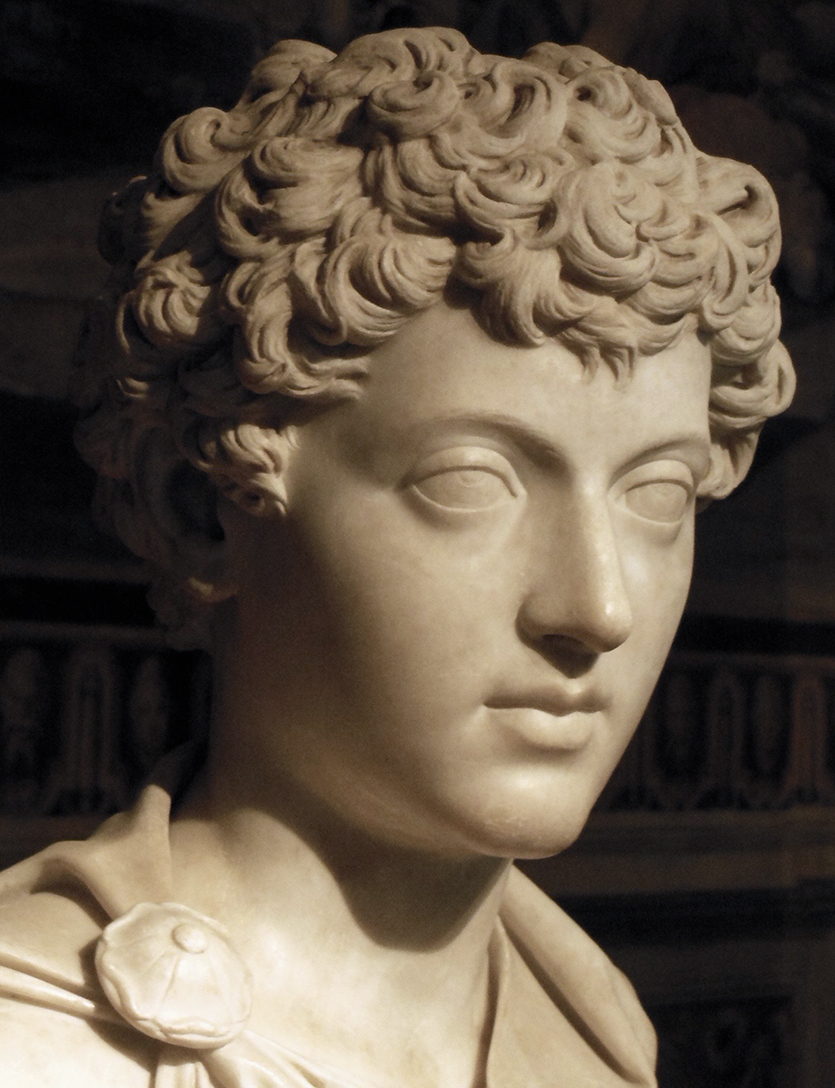
Marc Aureliu tânăr

- Dacă un om ți-a greșit cu ceva, gândește-te ce reprezentare are el asupra binelui și asupra răului pentru a comite acea greșeală.
- Dați-mi liniștea de a accepta lucrurile ce nu le pot schimba, curajul de a le schimba pe cele ce se pot schimba, și înțelepciunea de a le putea distinge unele de altele.
- Consecințele mâniei sunt mult mai grave decât cauzele ei.